# Красная Нива (Новодеревеньковский район)
Красная Нива — деревня в Новодеревеньковском районе Орловской области.
Входит в состав муниципального образования Судбищенское сельское поселение.

## География
Расположена на правом берегу реки Любовша, южнее деревни Рогачёвка.
Рядом с Красной Нивой проходит просёлочная дорога, пересекающая по мосту Любовшу. Южнее деревни — лесной массив.

## Население
| 2010 |
| ---- |
| 0    |